# Dennis O'Neil
Pour les articles homonymes, voir O'Neil.
Dennis Joseph O'Neil est un scénariste de comics américain né le 3 mai 1939 à Saint-Louis (Missouri) et mort le 11 juin 2020 à Nyack dans l'État de New York. 
Il a travaillé principalement pour Marvel Comics et DC Comics durant les années 1970, 80 et 90. Il est notamment connu pour avoir signé les aventures de Green Lantern/Green Arrow et de Batman, avec le dessinateur Neal Adams, The Shadow, avec Mike Kaluta, et The Question avec Dennis Cowan. En tant qu'éditeur, il est principalement connu pour avoir publié de nombreux titres de Batman. Il est aussi le directeur de l'association The Hero Initiative qui aide les dessinateurs et les scénaristes de comics dans le besoin.

## Biographie

### Débuts
Dennis O'Neil est né le 3 mai 1939 dans une famille catholique à Saint-Louis, dans le Missouri. Il fut diplômé de l'université de Saint-Louis dans les années 1960 et s'engage tout de suite après dans la Navy, juste à temps pour participer au blocus de Cuba durant la crise des missiles. O'Neil est diplômé de littérature anglaise, d'écriture créative et de philosophie.
Après avoir quitté la Navy, O'Neil est employé dans un journal local à Cap-Girardeau, dans le Missouri. O'Neil y écrira quelques chroniques grâces auxquelles il attirera l'attention de Roy Thomas, qui deviendra lui-même un grand nom dans l'histoire du comic.

### Marvel
Roy Thomas écrit des histoires de Superman pour DC comics, mais quitte finalement cette maison d'édition afin d'aller travailler pour Stan Lee chez Marvel comics. C'est Thomas qui suggéra à Lee d'engager O'Neil en tant que scénariste. Celui-ci fit un test en écrivant un dialogue complexe de quatre pages, sur des planches extraites d'un numéros des Quatre Fantastiques. Son récit plut suffisamment à Stan Lee pour que celui-ci l'engage définitivement.
Quand l'expansion de Marvel rendit impossible à Lee d'écrire plus d'histoires, il en donna à rédiger à Roy Thomas, plus que celui-ci ne pouvait le faire. C'est ainsi que O'Neil prit les rênes, en écrivant des histoires du Docteur Strange dans Strange Tales. Il écrira par la suite de nombreux dialogues pour des titres tels que Rawhide Kid et Millie the Model, ainsi que des scénarios de Daredevil d'après des intrigues écrites par Lee. 
À la fin des années 1970, O'Neil édita Daredevil pendant que son auteur, Frank Miller, commençait à gravir les marches de la gloire.
Avec l'accord de Bob Budiansky, Dennis O'Neil fut celui qui nomma le personnage Optimus Prime, leader des Autobots et l'un des personnages les plus importants dans l'univers des Transformers.

### DC Comics
En 1968, Dick Giordano, qui travaillait pour Charlton Comics, s'est vu offrir une place de rédacteur chez DC Comics ; il prit avec lui un membre de la maison Charlon, qui ne fut autre que Dennis O'Neil en personne (O'Neil ayant écrit pour Charlton Comics sous le pseudonyme de Sergius O’Shaugnessy pour de nombreuses histoires).
La première mission de O'Neil fut de trouver une stratégie pour augmenter les ventes de DC. L'une d'entre elles fut de se concentrer sur la création de nouveaux personnages. O'Neil écrira quelques numéros de Beware The Creeper, dans lequel apparaîtra le personnage de Creeper, créé par le dessinateur Steve Ditko. À partir de ce moment, DC engage O'neil pour écrire les nouvelles aventures de Wonder Woman et de la Ligue de justice d'Amérique. Dans les aventures de Wonder Woman, il priva la super héroïne de ses super-pouvoirs et la fit exiler sur l'île des Amazone. Il l'intégra, sans costume ni pouvoir, dans une intrigue internationale auprès de son mystérieux mentor I Ching. Ces modifications ne furent pas très bien accueillies par les fan de l'héroïne, telle que le fut la journaliste Gloria Steinem, icône du féminisme américain. O'Neil qualifiera plus tard la transformation de cette super héroïne solitaire de « probablement aliénant » pour les lecteurs.
Il eut en revanche plus de succès grâce à la Ligue des justiciers, titre dans lequel il fera passer des thèmes sociaux et politiques, ce qui lui permettra d'enchaîner sur ses travaux sur Green lantern/Green Arrow.
En 1975, il adapte en comics, avec des dessins de Leo Durañona, son roman Dragon's Fist écrit en collaboration avec Jim Berry. Le comics est renommé en  Richard Dragon, Kung-Fu Fighter.

### Pour Batman
À la fin des années 1960, DC tente de redonner un coup de jeune à ses principaux héros. Celui dont bénéficiera Batman sera probablement le plus retentissant. C'est en 1964 que Batman eu le droit à son premier grand nouveau « design », qui fut baptisé à l'époque de période « New Look » et qui avait pour but d'augmenter les ventes. Ce changement impliqua une transformation très kitsch et colorée de l'environnement et des décors du comics pour un personnage pourtant très sombre et très torturé. 
Au début des années 1970, O'Neil est chargé par DC de rendre ses lettres de noblesse à l'homme chauve-souris et de lui restituer son côté sombre et mystérieux. Il sera pour cela épaulé par le dessinateur Neal Adams, qui sera chargé, quant à lui, de donner vie au nouveau chevalier noir. Cette période de la vie du personnage sera considérée comme l'une des plus prolifiques et des plus importantes de son histoire. On devra également aux deux artistes la naissance de deux nouveaux vilains : Ra's al Ghul et Man-Bat.

### Autres publications
Dennis O'Neil a écrit un certain nombre de romans, de romans graphiques, de nouvelles, de critiques et de jeux télé. On lui doit aussi la novélisation de Batman Begins et de The Dark Knight : Le Chevalier noir.
À la fin des années 1990, O'Neil enseigna l'écriture du comic à L'École d'arts visuels de Manhattan.
Il écrira des chroniques hebdomadaires pour ComicMix jusqu'à octobre 2008.

### Famille
Dennis O'Neil est le père du réalisateur et producteur Lauwrence O'Neil, connu pour avoir réalisé Breast Man avec David Schwimmer en 1997.

## Prix et récompenses
Le travail de Dennis O'Neil est reconnu dans l'industrie du comic et de l'écriture américaine. Il remporte le Shazam Award pour sa série Green Lantern/Green Arrow, pour son histoire No Evil Shall Escape My Sight dans le Green Lanterne #76 (en collaboration avec Neil Adams), pour avoir été le meilleur auteur en 1970 des aventures de Green Lantern, Batman Superman et bien d'autres titres, et enfin pour son histoire Snowbirds Don't Fly, dans Green Lantern #85 (toujours avec Neal Adams) en 1971, où il dénonce le marché de la drogue et représente les junkies plus comme des victimes que comme des criminels.
- 1971 : Prix Shazam de la meilleure série régulière pour Green Lantern/Green Arrow ; de la meilleure histoire pour « No Evil Shall Escape My Sight » dans Green Lantern n°76 (avec Neal Adams) ; du meilleur scénariste réaliste pour Green Lantern, Batman, Superman, etc.
- 1972 : Prix Shazam de la meilleure histoire pour « Snowbirds Don't Fly », dans Green Lantern/Green Arrow n°85-86 (avec Neal Adams)
- 1981 : Prix Inkpot
- 1996 :  Prix Haxtur de la meilleure histoire courte pour The Question : « Homecoming » dans Las crónicas de Batman no 1
- 1998 :  Prix Haxtur de l'« auteur que nous aimons », pour l'ensemble de sa carrière
- 2014 : Temple de la renommée Will Eisner

## Publications

### Charlton Comics
- Charlton Premiere #2
- Thunderbolt #58 - 60

### DC comics
- Adventure Comics #418, 419, 449 - 451
- Armageddon 2001 special #2
- Atom and Hawkman #42 - 45
- Azrael #1 - 100
- Bat Lash #2 - 7
- Batman #224, 225, 227, 232, 234, 235, 237, 239-245, 247, 248, 251, 253, 256-264, 266, 268, 286, 303, 320, 684
- Batman: Gordon of Gotham #1 - 4
- Batman: Legends of the Dark Knight #1 - 5, 16 - 20, 50, 59 - 61, 63, 127-131
- Batman: Sword of Azrael #1 - 4
- Beware The Creeper #1 - 4, 6, 8
- Brave and the Bold #93
- Challengers of the Unknown #68 - 74
- DC Comics Presents #19, 20, 23
- DC Special Series #1, 5, 18, 19
- Detective Comics #395, 397, 399 - 401, 404 - 406, 410, 411, 414, 418, 431, 451, 483 - 491, 851
- Doc Savage #1 - 6
- Dragonslayer #1 - 2
- Flash #217 - 221, 223, 224, 226 - 228, 230, 231, 233, 234, 237, 238, 240 - 243, 245
- From Beyond the Unknown #7 - 8
- Green Lantern #63, 64, 68, 72, 76 - 87, 90 - 100, 102 - 129
- Hercules #3 - 5
- Isis #1
- Joker, The #1 - 3, 6
- Justice, Inc. #1 - 4
- Justice League Of America #66, 68-75, 77-83, 86, 115
- JLA #91 - 93
- Kamandi, The Last Boy on Earth! #45 - 48
- Legends Of The DC Universe #7 - 9
- Nightwing (miniseries) #1 - 4
- Phantom Stranger #8
- Question, The #1 - 36
- Richard Dragon, Kung Fu Fighter #1 - 10, 13 - 18
- Shazam! #1 - 7, 9, 14, 15, 17, 25
- Shadow, The #1 - 8, 10, 12
- Showcase #82 - 84
- Le Spectre #9
- Strange Sports Stories #4
- Super Friends #20, 22 , 24
- Superman #233 - 238, 240 - 242, 244, 247, 253, 254
- Super-Team Family #2
- Sword of Sorcery #1 - 5
- Tarzan #255, 256
- Time Warp #1/1
- Weird Worlds #4 - 10
- Wonder Woman #178, 179, 180 - 182, 199 - 201
- World's Finest #198, 199, 201, 202, 204, 211, 212, 214, 244, 256-264

### Marvel comics
- Amazing Spider-Man, The #207 - 219, 221, 223
- Amazing Spider-Man Annual, The #14, 15
- Billy the Kid #68, 69
- Chamber of Darkness #3 - 5
- Cheyenne Kid #66 - 69, 70 - 73
- Daredevil #18, 194 - 202, 204 - 207, 210 - 223, 226
- Deadly Hands of Kung Fu, The #6, 14
- Epic Illustrated #16 - 20
- Go-Go #7
- Ghost Rider #7
- Hercules #2
- Heroes For Hope Starring The X-Men #1
- Hulk #21 - 24
- Iron Man 1968 #158, 160 - 208
- Kid Colt Outlaw #134 - 136, 138, 139
- Moon Knight #26 - The Cabbie Killer
- Power Man and Iron Fist #85 - 89
- Rawhide Kid #56, 59, 60, 62, 66
- Savage Tales #5
- Team America #2
- Two-Gun Kid #90, 92
- X-Men #65

### Romans graphiques
- Justice, Inc - 1975
- The Shadow "1941" - avec Michael Wm. Kaluta, Russ Heath 1988
- Shadow the Private Files - avec Mark Waid 1989
- Batman: Bride of the Demon - 1990
- Batman: Birth of the Demon - 1992
- Green Lantern/Green Arrow: Hard-Traveling Heroes - 1992
- Green Lantern/Green Arrow: More Hard-Traveling Heroes - 1993
- Batman: Sword of Azrael - 1993
- Batman: Bloodstorm - 1995
- Batman: Death of Innocents : the Horror of Landmines - 1996
- Batman: I Joker - 1998
- Batman: Shaman - 1998
- Batman in the Seventies - 2000
- The Deadman Collection - 2001
- Batman: The Ring, the Arrow, and the Bat - 2003
- Green Lantern/Green Arrow Collection - Volume 1 - 2004
- Green Lantern/Green Arrow Collection - Volume 2 - 2005
- Green Lantern : Hero's Quest - 2005

Nouvelles
- The Iconoclasts - Fantastic Stories, éd. Ted White, Ultimate Publishing, 1971
- "Report on a Broken Bridge" - Ellery Queen's Mystery Magazine, décembre 1971
- After They've Seen Paree - Generation, ed. David Gerrold, Dell, 1972
- "The Elseones" – Fantasy & Science Fiction, février 1972
- "Mister Cherubim" – Fantastic Stories juin 1972
- "Noonday Devil" - Saving Worlds, éds. Roger Elwood & Virginia Kidd, Doubleday, 1973
- "Devil Night" – Haunt of Horror, août 1973
- "Annie Mae: A Love Story" - The Far Side of Time, éd. Roger Elwood, Dodd Mead, 1974
- "There Are No Yesterdays!" - Unknown Worlds of Science Fiction, mars 1975
- "Sister Mary Talks to the Girls Sodality" – Harpoon Magazine, janvier 1975
- "The Killing of Mother Corn" – Fantasy & Science Fiction, février 1975
- "Father Flotsky" – Apple Pie Magazine, mai 1975
- "Alias the Last Resort" – Best Detective Stories of the Year, Éd. Hubin, 1975
- "Adam and No Eve" (with Alfred Bester) - Unknown Worlds of Science Fiction, mars 1975
- "Wave By" – Fantasy & Science Fiction, septembre 1980
- "Bicycle Superhero"- Superheroes, ed. John Varley Ace Fantasy, 1995

### Romans
- The Bite of Monsters – Belmont, 1971
- Dragon’s Fists – Richard Dragon, Kung Fu Master avec Jim Berry, 1974
- Secret Origins of the Super DC Heroes - Crown Publishing Group, avril 1976
- The Super Comics - Scholastic Book Services, 1981
- Batman: Knightfall – 1994
- The DC Comics Guide to Writing Comics - 2001
- Green Lantern Hero’s Quest – 2005
- Batman Begins – 2005
- DC Universe: Helltown - 2006
- The Dark Knight - 2008

### Documentaires
- The DC Comics Guide To Writing Comics, Watson-Guptill, mai 2001
- Batman Unauthorized: Vigilantes, Jokers, and Heroes in Gotham City, SmartPop, Benbella, mars 2008.

### Essais, critiques et entrevues
- The Lurker in the Family Room - The Haunt of Horror, juin 1973
- Critique de Un pacte avec Dieu de Will Eisner" – Comics Journal #46, mai 1979
- Interview w/ Samuel R. Delany – Comics Journal #48, été 1979
- The Super Comics – 1980
- Article on Gary Trudeau/Doonesbury – Comics Journal #63, été 1981
- Forum & Interview w/ Gil Kane – Comics Journal #64, juillet 1981
- The Man of Steel and Me – Superman at 50, 1987
- Martial Arts – Superman & Batman Magazine #1, avec Marifran O'Neil, été 1993
- Comics 101/Classes 1 & 2 – Write Now! #3, mars 2003
- Comics 101/Classes 3 & 4 – Write Now! #4, mai 2003
- Comics 101/Classes 5 & 6 – Write Now! #5, août 2003
- "Introduction" to Superhero: The Secret Origin of a Genre par Peter Coogan (MonkeyBrain Books (juillet 2006))

## Dessins animés
- Batman: Gotham Knight - commentaires audios 2008

## Séries Télévisées
- L'Âge de cristal (série télévisée) - Scénario de l'épisode "Installation interstellaire (Stargate)"